# 白い旋律 (GRASS VALLEYのアルバム)
『白い旋律』（しろいせんりつ）は、GRASS VALLEYのベスト・アルバム。1992年7月1日に発売された。タイトルは、ファースト・アルバム1曲目「白い旋律」より。

## 収録曲
全編曲：GRASS VALLEY（特記以外）
1. FREEZIN'
作詞:横山治彦　作曲:本田恭之
2. シンディ
作詞･作曲:出口雅之
3. MOON VOICE
作詞:出口雅之　作曲:本田恭之
4. ALL OF BARREN SOUL
作詞:出口雅之　作曲:根本一朗
5. 輝くほとりに
作詞:出口雅之　作曲:上領亘
6. STYLE (LIVE)
作詞:出口雅之/敷島アキラ　作曲:上領亘
7. BOAT
作詞:出口雅之　作曲:本田恭之
8. 星の棲む川
作詞:出口雅之　作曲:本田恭之
9. 星のジョーカー
作詞:出口雅之　作曲:本田恭之
10. IDENTITY CRISIS
作詞:出口雅之/上領亘　作曲:上領亘
11. MY LOVER
作詞:出口雅之　作曲:本田恭之
12. 瓦礫の詩人
作詞･作曲:出口雅之
13. ハッピネス
作詞･作曲:出口雅之　編曲：GRASS VALLEY/土橋安騎夫
14. ルードなKISSをルーズにしたい
作詞:出口雅之 作曲:西田信哉　編曲：GRASS VALLEY/土橋安騎夫
15. EACH OF LIFE
作詞･作曲:本田恭之　編曲：GRASS VALLEY/土橋安騎夫